# Grandviewita
La grandviewita és un mineral de la classe dels sulfats. Rep el seu nom de la mina Grand View, situada a l'estat d'Arizona, als Estats Units, on va ser descoberta.

## Característiques
La grandviewita és un sulfat aprovat com a espècie vàlida per l'Associació Mineralògica Internacional l'any 2007. La seva fórmula química va ser redefinida l'any 2022, passant de Cu₃Al9(SO₄)₂(OH)29 a Cu₃Al₂(SO₄)(OH)10·H₂O. La seva fórmula química va ser actualitzada l'any 2025 a Cu₃Al₂(SO₄)(OH)₁₀(H₂O), degut a que a partir del mes de juliol de 2025 canvia la manera en que es mostren les molècules d'aigua a les fórmules depenent si els oxígens pertanyen a algun poliedre de coordinació o no. Cristal·litza en el sistema monoclínic. La seva duresa a l'escala de Mohs és 2. El material tipus mostra cristalls aciculars de color blau verdós (similars als de la rosasita), crescuts a sobre d'una capa de calcoalumita, que cobreix una barreja de cianotriquita i carbonatocianotriquita visualment indistingible. També creix directament sobre la cianotriquita.
Segons la classificació de Nickel-Strunz, la grandviewita pertany a «07.BB: Sulfats (selenats, etc.) amb anions addicionals, sense H₂O, amb cations de mida mitjana» juntament amb els següents minerals: caminita, hauckita, antlerita, dolerofanita, brochantita, vergasovaïta, klebelsbergita, schuetteïta, paraotwayita, xocomecatlita i pauflerita.

## Formació i jaciments
És un mineral secundari que es troba en dipòsits de coure. Va ser descoberta a la mina Grand View, al districte homònim del comtat de Coconino, a Arizona, els Estats Units, on sol trobar-se associada a altres minerals com la malaquita, la cianotriquita, la calcoalumita, la carbonatocianotriquita i la brochantita. També ha estat descrita al districte miner de Lavrion, a Grècia. Són els dos únics indrets on ah estat trobada aquesta espècie mineral.